# Golf de Ploemeur Océan
 (novembre 2018).
Si vous disposez d'ouvrages ou d'articles de référence ou si vous connaissez des sites web de qualité traitant du thème abordé ici, merci de compléter l'article en donnant les références utiles à sa vérifiabilité et en les liant à la section « Notes et références ».
Le Golf Bluegreen Ploemeur Océan est situé au hameau Saint-Jude de la commune de Ploemeur dans le Morbihan, en Bretagne.

## Accès au golf
- Accès en train : Gare de Lorient
- Accès en avion : Aéroport de Lorient-Bretagne-Sud
- Accès par voie routière : par la route nationale 165, sortie  44 au point kilométrique 161, Saint-Nicodème, en direction de l'aéroport et poursuivre jusqu'à Ploemeur par la RD 163 puis vers Fort-Bloqué par la RD 152.